# Střítež nad Bečvou
Střítež nad Bečvou (deutsch Strietesch) ist eine Gemeinde in der mährischen Walachei in Tschechien. Sie liegt jeweils sieben Kilometer östlich von Valašské Meziříčí bzw. westlich von Rožnov pod Radhoštěm und gehört zum Okres Vsetín.

## Geographie
Střítež nad Bečvou erstreckt sich im Nordwesten des Wsetiner Berglandes im Tal des Baches Bokšinec an der Einmündung des Rakovec. Das Dorf liegt am Rande des Landschaftsschutzgebietes CHKO Beskykdy. Nördlich erhebt sich der Pohoř (455 m) und die Lipůvka (448 m), im Osten der Hradisko (522 m), die Vápenka (523 m) und Úlehle (466 m), südöstlich der Hostýn (416 M), im Süden der U Javora (573 m), südwestlich die Vrchhůra (692 m) sowie im Nordwesten der Na Hrádcích (344 m). Nördlich des Ortes verläuft am rechten Ufer der Rožnovská Bečva die Europastraße 442/Staatsstraße I/35 zwischen Krásno nad Bečvou und Rožnov pod Radhoštěm, dahinter die Bahnstrecke 281 Valašské Meziříčí – Rožnov pod Radhoštěm. Der dortige Bahnhalt Střítež nad Bečvou befindet sich einen Kilometer außerhalb des Ortes bei Hamry.
Nachbarorte sind Jaština, Prachovna und Hamry im Norden, Zubří im Nordosten, Na Háji, Hradisko und Rožnov pod Radhoštěm im Osten, Vidče und Videčské Paseky im Südosten, Střítežské Paseky, V Javoří, Fatůrky und Velká Lhota im Süden, V Sojově und Malá Lhota im Südwesten, Dolansko und Veselá im Westen sowie Loučky und Zašová im Nordwesten.

## Geschichte
Die erste schriftliche Erwähnung des dem Bistum Olmütz gehörigen Dorfes Strzietez erfolgte 1376. Im Jahre 1389 wurde der Ort als Strites und 1396 als Střítežík bezeichnet. Zu Beginn des 16. Jahrhunderts wurde das Dorf an die Herrschaft Meziříčí-Rožnov angeschlossen. 1505 wurde der Ort dabei Strzitez genannt. 1548 erwarben die Grafen Zierotin den Besitz. Das Dorf bestand im Jahre 1636 aus 36 Häusern. Das älteste Ortssiegel stammt von 1731. Zwischen 1777 und 1781 bekannten sich in Strzitez auf der Grundlage eines wahrscheinlich im katholischen Malá Lhota gefälschten Toleranzpatentes 99 Familien zum Protestantismus. Die Bewohner des Dorfes lebten von der Landwirtschaft. Die erste Schule wurde 1838 eingeweiht. Bis zur Mitte des 19. Jahrhunderts blieb das Dorf immer nach Rožnov untertänig und wurde zumeist Střítež pod Rožnovem genannt.
Nach der Aufhebung der Patrimonialherrschaften bildete  Střítež/Strietesch ab 1849 eine Gemeinde in der Bezirkshauptmannschaft Meziříčí. Im Jahre 1882 zog die Schule in ein neuerrichtetes Schulgebäude. Die Bahnstation „Střítež nad Bečvou“ an der Bahnstrecke Valašské Meziříčí–Rožnov pod Radhoštěm wurde 1892 eingeweiht. 1897 wurde in Střítež ein Postamt eingerichtet. Seit 1921 führt die Gemeinde den amtlichen Namen Střítež nad Bečvou, zuvor wurde sie als Střítež u Rožnova bezeichnet. Zu Beginn der 1940er Jahre gründete Antonín Trčka eine Kunstlederfabrik mit über 100 Beschäftigten. Diese wurde nach der Machtübernahme der Kommunisten 1948 verstaatlicht und stillgelegt. Nach der Aufhebung des Okres Valašské Meziříčí wurde die Gemeinde 1960 dem Okres Vsetín zugeordnet. Zu Beginn des Jahres 1985 wurde das Dorf nach Zašová eingemeindet. Der Unterricht in Střítež wurde 1986 eingestellt und das Schulhaus danach zum Kindergarten umgenützt. Schulorte sind heute Vidče und Zašová. 1991 löste sich Střítež wieder von Zašová los. Seit 2000 führt die Gemeinde ein Wappen.

## Gemeindegliederung
Für die Gemeinde Střítež nad Bečvou sind keine Ortsteile ausgewiesen. Zu Střítež nad Bečvou gehören die Ansiedlungen Dolansko, Na Háji, V Hloží, Na Horách, Na Zádvoří, Střítežské Paseky sowie anteilig Fatůrky.

## Sehenswürdigkeiten
- Evangelische Kirche, geweiht 1872, 1995 wurde die Außenhaut instand gesetzt.
- Naturschutzgebiet Rákosina ve Stříteži, Schilfgebiet östlich des Ortes
- Statue von T. G. Masaryk im Park vor der Kirche und Pfarrhaus, sie wurde nach der Machtübernahme der Kommunisten und während der Normalisierung mehrmals entfernt und 1990 wiedererrichtet.

## Söhne und Töchter der Gemeinde
- František Dobeš (1895–1975), Schriftsteller